# مارک فلتس
مارک فلتس (انگلیسی: Mark Flatts؛ زادهٔ ۱۴ اکتبر ۱۹۷۲) فوتبالیست اهل بریتانیا است.
از باشگاه‌هایی که در آن بازی کرده‌است می‌توان به باشگاه فوتبال بریستول سیتی، باشگاه فوتبال گریمزبی تاون، باشگاه فوتبال آرسنال، باشگاه فوتبال برایتون اند هوو آلبیون، و باشگاه فوتبال کمبریج یونایتد اشاره کرد.